# Nová Polhora
Nová Polhora es un municipio del distrito de Košice-okolie en la región de Košice, Eslovaquia, con una población estimada a final del año 2024 de 548 habitantes.
Se encuentra ubicado en el centro de la región, en la cuenca hidrográfica del río Sajó (afluente derecho del Tisza) y cerca de la frontera con la región de Prešov y con Hungría.

## Demografía
| Año        | 1994 | 2004     | 2014    | 2024     |
| ---------- | ---- | -------- | ------- | -------- |
| Población  | 360  | 421      | 432     | 548      |
| Diferencia |      | +16,94 % | +2,61 % | +26,85 % |

| Año        | 2023 | 2024    |
| ---------- | ---- | ------- |
| Población  | 528  | 548     |
| Diferencia |      | +3,78 % |